# 南江县
南江县是中华人民共和国四川省巴中市所辖的一个县。全县辖19个镇、29个乡，517个村、107个社区，幅员3388平方公里，总人口70.9万人，有耕地42.35万亩，是全国扶贫开发工作重点县、汶川地震重灾县、全省扩权强县试点县、时代先锋王瑛生前工作县。

## 历史
南江古属巴国之地，汉为益州之境。南北朝时期梁普通六年（525年）立县，取“江水难涉”之义而得县名“难江县”，治所设今八庙乡。西魏--恭帝二年（555年）改梁之东巴州为集州，州治所在今南江镇。隋开皇三年（583年）集州辖难江、曲细（后改为长池县）、符阳、白石四县。隋大业三年（607年）废集州，唐武德元年（618）复置，难江县属之。宋熙宁五年（1072）废集州，难江县改属巴州清化郡。元至元二十年（1283）难江县并入化成县，属四川行中书省广元路（治所在今沔县东）之保宁府（治所在今阆中）巴州辖。明正德十一年（1516），复置南江县，并以“南”易“难”，取南屯河为南江而名之，县治所在今南江镇。清代，南江县仍置，属川北道保宁府。中华民国3年（1914）南江县属嘉陵道。民国8年（1919），四川实行军阀“防区制”，南江县属二十九军（军长田颂尧）防区。
川陕苏区时（民国二十二年），红四方面军于1933年2月14日置南江县，5月30日置长赤县。民国二十四年（1935年）6月，南江县属第十五行政督察区，直至民国三十八年（1949）12月19日，隶属未变，县治所未动。1949年12月19日，南江城解放。南江县属川北行政区达县专区。1984年5月，改达县专区为达县地区，南江县属达县地区。1993年10月经国务院批准成立巴中地区，南江县划属巴中地区。2000年12月，撤销巴中地区设立巴中市，南江县辖属巴中市。全县面积3383平方公里。

## 地理
地处四川盆地北缘，米仓山、大巴山中山区。地势北高南低。北部有喀斯特地貌。
境内地势北高南低，最低海拔370米（凤仪乡桑树坝村），最高海拔2507米（光雾山），平均海拔1100米。南北长84.3公里，东西宽31公里。境内地形复杂，溪沟纵横，山水相依，有“八山一水一分田”之称。
光雾山位于南江县北部边缘，距县城70公里，到陕西汉中市70公里，主峰海拔2500米，景区面积400余平方公里，气势雄伟辽阔，地形复杂，峰峦迭嶂，峰林俊美，洞穴幽深，山泉密布，云蒸雾绕，林海浩荡，胜景众多。
南江属于亚热带季风性湿润气候，常年降水量1200mm，年平均气温16.2℃，无霜期259天。
主要河流有南江及其支流神潭河。

## 行政区划
南江县下辖1个街道办事处、29个镇、2个乡：
集州街道、沙河镇、长赤镇、正直镇、大河镇、光雾山镇、下两镇、赶场镇、杨坝镇、天池镇、关坝镇、红光镇、元潭镇、赤溪镇、八庙镇、双流镇、坪河镇、桥亭镇、和平镇、侯家镇、仁和镇、高塔镇、兴马镇、关门镇、石滩镇、高桥镇、贵民镇、关路镇、云顶镇、公山镇、团结乡和神门乡。

## 交通
- 银昆高速（巴陕高速公路段）
- 恩广高速（广巴高速公路段）
- 广巴铁路

## 经济
南江，优势凸显。处于成都、重庆、西安三大城市的几何中心和成渝、关天两大经济区的中间地带，巴广高速、巴广铁路过境南江，纵贯南北的巴陕高速南江段年内将建成通车，规划建设的南（充）巴（中）汉（中）铁路正抓紧推进，区位劣势历史性改变，正快步融入巴中、汉中、广元、达州1小时和成都、重庆、西安3小时交通圈，成为川陕渝重要的枢纽联结地、四川北向东向开放的前沿和桥头堡。
南江，跨越发展。南江是秦巴山区集中连片特殊困难地区的核心区域，在历届县委、县政府和全县人民的共同努力下，深入贯彻中央“四个全面”战略布局，以“五大发展理念”为引领，认真落实省委“三大发展战略”和市委建设“五彩巴中”决策部署，坚定“生态立县、旅游强县、绿色崛起、同步小康”发展路径，牢牢把握“决战脱贫攻坚、加快绿色崛起，全面建成富丽安康新南江”这个主题，南江城乡面貌日新月异。2015年实现地区生产总值105.06亿元，同比增长7.7%；全社会固定资产投资完成231.57亿元、同比增长16.1%，地方公共财政预算收入实现7.11亿元、同比增长11.3%，社会消费品零售总额实现46.02亿元、同比增长13.4%，城镇居民人均可支配收入达到23915元、同比增长14.7%，农村居民人均可支配收入9084元、同比增长10.5%。

## 特产
- 南江黄羊、南江山核桃、南江金银花、南江厚朴、南江杜仲、长赤翡翠米：中国地理标志产品。
- 富硒茶

## 风景名胜
- 米仓山（国家森林公园）及其主峰光雾山（国家重点风景名胜区）
- 小巫峡
- 红四门、禹王宫、将军石和巴山游击队旧居

## 历代名人
- 少将岳宣义
- 著名书画家篆刻家彭华奎